# 소이초등학교
소이초등학교는 대한민국 충청북도 음성군에 있는 공립 초등학교이다.

## 학교 연혁
- 1928. 05. 01.	소이공립보통학교로 설립 인가
- 1954. 04. 01.	대장국민학교 분리
- 1967. 09. 02.	충도국민학교 분리
- 1983. 03. 01.	소이국민학교 충도분교로 격하
- 1991. 03. 01.	충도분교 폐교 : 본교와 합병
- 1996. 03. 01.	소이초등학교로 개칭
- 2001. 12. 21.	현대식 건물 개축
- 2017. 09. 01.	제 36대 임영택 교장 부임
- 2018. 02. 07.	제 36회 졸업식(병설유치원 총 675명)
- 2018. 02. 09.	제 87회 졸업식(소이초 총 6,382명)
- 2019. 01. 09.	제 88회 졸업식(소이초 총 6,389명)
- 2019. 03. 01.	대장초등학교 본교와 통폐합

## 참고 자료
- 소이초등학교 - 한국교육학술정보원 학교알리미